# Барон Брейн
Барон Брейн из Эйншема в графстве Оксфордшир — наследственный титул в системе Пэрства Соединённого королевства. Он был создан 28 января 1962 года для врача и невролога, сэра Рассела Брейна, 1-го баронета (1895—1966). 29 июня 1954 года для него уже был создан титул баронета из Рединга в графстве Беркшир. По состоянию на 2023 год обладателем титула являлся его младший сын, 3-й барон Брейн (род. 1928), который сменил своего старшего брата в том же 2014 году. Он является отставным врачом и бывшим профессором медицины в университете Макмастера в Канаде.

## Бароны Брейн (1962)
- 1962—1966: Уолтер Рассел Брейн, 1-й барон Брейн (23 октября 1895 — 29 декабря 1966), сын Уолтера Джона Брейна (1854—1927);
- 1966—2014: Кристофер Лэнгдон Брейн, 2-й барон Брейн (30 августа 1926 — 15 августа 2014), старший сын предыдущего;
- 2014 — настоящее время: Майкл Коттрелл Брейн, 3-й барон Брейн (род. 6 августа 1928), младший брат предыдущего;
  - Наследник: достопочтенный Томас Рассел Брейн (род. 23 октября 1965), единственный сын предыдущего.